# 6390 Хірабаясі
6390 Хірабаясі (6390 Hirabayashi) — астероїд головного поясу, відкритий 26 січня 1990 року.
Тіссеранів параметр щодо Юпітера — 3,263.